# 味噌蔵福祉センター
味噌蔵福祉センター（みそぐらふくしセンター）は、金沢市小将町にある公共施設。

## 概要
第三善隣館に隣接する。1992年10月頃に全面改築が完了し、1階にはA会議室とB会議室があり、2階には事務室や相談室などがあり、3階には大ホールと調理室や会議室と和室があり、多くの人がお互いに自由に過ごせるようにと考えられた。
開館時間は、平日は午前8:30 - 午後5:15、土日や祝日は休館となる。工作、体操教室、清掃活動、合宿など（一部は無料で参加できる）のイベントが月に2回ぐらい行われ、福祉センターを拠点としたボランティア活動もよく行われている。